# Mount Senderens
Mount Senderens ist ein 1315 m hoher Berg im Süden Südgeorgiens. Er ragt unmittelbar südlich des Mount Sabatier und 1,5 km nordöstlich der Rogged Bay auf.
Der Berg ist erstmals auf Landkarten aus den 1930er Jahren verzeichnet. Der South Georgia Survey nahm zwischen 1951 und 1957 Vermessungen vor. Das UK Antarctic Place-Names Committee benannte ihn 1958 nach dem französischen Chemiker Jean Baptiste Senderens (1856–1937), der gemeinsam mit Paul Sabatier im Jahr 1907 die katalytische Hydrierung zur Fetthärtung entwickelte, die bei der Verarbeitung von Waltran von Bedeutung war.